# Orange Caramel
Orange Caramel is een Zuid-Koreaanse popgroep. Deze werd in 2010 gevormd uit drie dames uit de band After School. Ze zingen zowel in het Koreaans als in het Japans.
De muziek en de bijbehorende stijl laat zich omschrijven als vrolijk, schattig en kleurrijk.